# Pałac w Wodzisławiu Śląskim
Pałac Dietrichsteinów w Wodzisławiu Śląskim – zabytkowy pałac w mieście Wodzisław Śląski.
Pierwotnie zamek zbudowany w początkach istnienia miasta, obejmował zespół budynków, na których miejscu w XVIII w. wybudowano przez Dietrichsteinów w latach 1742-1747 pałac, który jest jedną z pierwszych budowli w stylu klasycystycznym w Polsce. Gmach jest siedzibą Muzeum w Wodzisławiu Śląskim założonego w 1971.

## Stary zamek
Pierwszy zamek wodzisławski został prawdopodobnie zbudowany z fundacji księcia opolsko-raciborskiego Władysława w samych początkach istnienia miasta około 1257 r.
Wcześniej prawdopodobnie na terenie tzw. Starego Wodzisławia lub Grodziska znajdował się gród obronny zniszczony przez Tatarów w 1241 r. Za najstarszy fragment wodzisławskiego zamku uznaje się kopiec zlokalizowany w Parku Miejskim, ok. 40 m na południe od pałacu, na którym to kopcu istniała przypuszczalnie drewniana wieża mieszkalno-obronna. Obiekt ten został spalony w 2. połowie XV wieku przez rycerzy-rabusiów. Odbudował zamek przypuszczalnie książę Jan IV, który po odebraniu mu ziemi karniowskiej przeniósł się do Wodzisławia, gdzie spędził ostatnie 9 lat życia (do 1483 r.). W 1502 r. król Władysław II Jagiellończyk przekazał za wierną służbę swojemu kanclerzowi Janowi Schellenbergowi zamek wraz z miastem i okolicznymi dobrami. Pierwszy zamek wodzisławski okres swej świetności miał w XVI wieku. W tym czasie zamek składał się z bramy, zbrojowni i budynku głównego z komnatami, sypialniami, kancelarią i pomieszczeniem reprezentacyjnym. Budynek zamku był wielokondygnacyjny. Wokół niego znajdowały się ponadto kuchnia, dwie stajnie, drewutnia oraz kuźnia. Całość otoczona była fosą nad którą przebiegał most. W 1602 r. zamek kupił węgierski szlachcic Jerzy Plawecki (Horváth-Palocsay), właściciel Plawca i Niedzicy. W XVII wieku wokół Wodzisławia toczyły się działania wojenne związane z wojną trzydziestoletnią. W wyniku tych działań zamek wodzisławski został w 1648 r. zburzony przez Szwedów. Odbudowany, nie odzyskał już jednak swej dawnej świetności. W końcu XVII w. zamek trafił w ręce prymasa Węgier Georga Szelepcsényi (1668–1685), a następnie cesarza Leopolda I Habsburga, który przekazał w 1685 roku w zastaw skonfiskowane dobra wodzisławskie swojemu przyjacielowi księciu Ferdynandowi Josephowi von Dietrichstein za 75 tysięcy guldenów. Oficjalne przejęcie dóbr od cesarza Leopolda nastąpiło kilka lat później (w 1696 r.) po dopłacie kolejnych 75 tysięcy guldenów.

## Pałac Dietrichsteinów

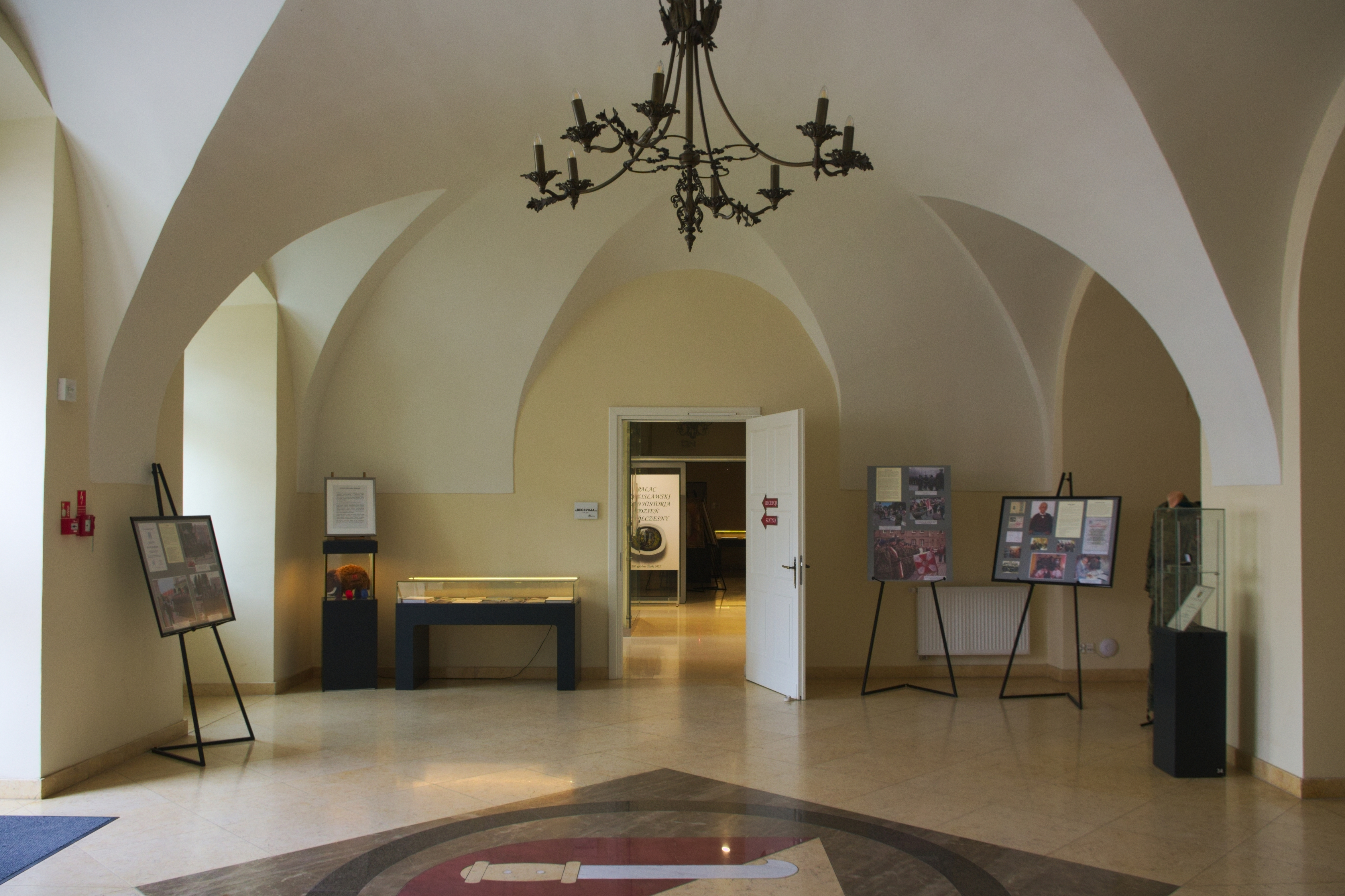
Hol na parterze (2024)

Na miejscu starego zamku, Dietrichsteinowie (ówcześni właściciele Wodzisławskiego Państwa Stanowego) postanowili wybudować nową rezydencję. Prace budowlane zrealizowano na zlecenie wnuka księcia Ferdynanda Józefa Dietrichsteina – hrabiego Guidobalda Józefa von Dietrichsteina (1717-1773). Pałac wzniesiono na planie wydłużonego prostokąta o wymiarach 52,8 x 17,4 m w stylu francuskiego baroku klasycyzującego. Na starym zamku, jeszcze zanim wybudowano nowy, 4 listopada 1743 r. doszło do ślubu hrabiego z pochodzącą z majętnego rodu Marią Gabrielą Henckel von Donnersmarck. W roku 1745 Wodzisław wraz z niemal całym Śląskiem staje się częścią Prus. Na wodzisławskim zamku z okazji zawarcia pokoju drezdeńskiego zostaje zorganizowana uroczystość z udziałem okolicznej szlachty i duchowieństwa. W opisie tego wydarzenia pojawia się informacja o trwającej budowie nowej siedziby Dietrichsteinów. Nowe założenie powstało na gruntach miejskich na północ od starego zamku, a prace przy jego wznoszeniu zostały przeprowadzone w latach 1744-1747. Wybudowany według projektu morawskiego architekta Franciszka Antona Grimma (1710-1784) pałac, jest prawdopodobnie pierwszą budowlą w stylu klasycystycznym na ziemiach polskich. Wolnostojąca budowla na planie wydłużonego prostokąta, w modnym wówczas stylu francuskiego baroku klasycyzującego, miała świadczyć o prestiżu rodu. Stary zamek został rozebrany, a na jego miejscu powstały pałacowe ogrody. Być może część kamieni pochodzących z rozbiórki została wtórnie użyta przy budowie pałacu. Dietrichsteinowie posiadają pałac do roku 1772. Później zmienia on co parę lat właścicieli. W roku 1822 podczas wielkiego pożaru miasta pałac, będący wówczas własnością Ernesta von Strachwitz, uległ częściowemu spaleniu (spalone zostały dach i pierwsze piętro). Jednak już cztery lata później został odnowiony. W latach 1860–1881, kiedy właścicielem tych dóbr był Ernest Brauns (ostatni właściciel dóbr wodzisławskich), część pałacu za jego zgodą przeznaczona była na magistrat. Od jego śmierci w 1881 r. już w całości mieściła się w nim siedziba magistratu aż do 1974 r. W roku 1906 obiekt został wykupiony przez władze miejskie i został zaadaptowany na liczne urzędy i mieszkania dla urzędników. W czasach II Rzeczypospolitej oraz w czasie II wojny światowej w pałacu mieściła się również siedziba policji.
We wrześniu 2018 r. rozpoczęto gruntowną rewitalizację budynku. Do czasu rozpoczęcia remontu w gmachu znajdowały się siedziba USC i Muzeum. W przyszłości w budynku mają się znajdować wyłącznie pomieszczenia Muzeum. 19 sierpnia 2019 na budowie doszło do groźnego wypadku. Zerwał się gzyms oraz zawaliło się ok. 50-metrowe rusztowanie na głównej fasadzie budynku od strony ul. Kubsza. Rannych zostało dwóch pracowników firmy budowlanej. Zawalone rusztowanie zatarasowało ulicę i plac przed pałacem, oraz uszkodziło trzy zaparkowane samochody. Nikt jednak w tym momencie nie przechodził w pobliżu. Specjalna komisja będzie wyjaśniała przyczyny katastrofy budowlanej. 30 lipca 2022 budynek oficjalnie oddano do użytku po remoncie. 
Parter tego zabytku jest kondygnacją muzealną, w której znajdują się wystawy stałe. Piętro I, które w przeszłości było częścią administracyjną i udzielano tam ślubów, po modernizacji służy w innym celu. Obiekt zyskał sale reprezentacyjną i koncertową, w których realizowane są spotkania oraz konferencje, a także koncerty na 100-150 osób oraz sale wystawiennicze z wystawami czasowymi poświęconymi historii ziemi wodzisławskiej. Na kolejnym piętrze znajdują się pomieszczenia administracyjne, Centrum Nauki i Techniki „SOWA” oraz sala multimedialna. Ostatnie piętro służy pracownikom Muzeum w Wodzisławiu Śląskim jako sale warsztatowe m.in. do prac archeologicznych. Dzięki zastosowaniu bezprogowych drzwi, windy i odpowiednio przystosowanych toalet budynek został również dostosowany do osób niepełnosprawnych.

## Architektura
Jest to pałac piętrowy w stylu klasycyzmu, na planie wydłużonego prostokąta o wymiarach 52,8 na 17,3 m, murowany, tynkowany. Fasada jest symetryczna, 15-osiowa, z 3-osiowym słabo zaznaczonym ryzalitem wejściowym. Parter jest wydzielony gzymsem. Okna są obramione, nad nimi belkowanie. Ryzalit jest zwieńczony trójkątnym przyczółkiem zawierającym kartusz z herbami: budowniczego Guidobalda von Dietrichstein (1717-1773, L) i jego żony Margarety Marii Henckel von Donnersmarck ( 1719-1748, P). Portal zamknięty półkoliście, flankowany zdwojonymi pilastrami dźwigającymi przełamujące się belkowanie. Elewacja parkowa 11-osiowa z ryzalitem podzielonym kanelowanymi lizenami, w zwieńczeniu przyczółek z okulusem. Dach jest pokryty dachówką – czterospadowy i dwuspadowy. Architektem był prawdopodobnie morawski architekt Anton Grimm.
W czasie przebudowy w latach 2018-2022 zmianie uległa konstrukcja dachu, który odtworzony został w konstrukcji łamanej typu polskiego, z oknami w kształcie tzw. lukaryn i bawolich oczu. Zapewniło to funkcjonalność dwóch pięter poddasza.

## Muzeum w Wodzisławiu Śląskim
Muzeum powstało na bazie Izby Regionalnej, prowadzonej przez Towarzystwo Miłośników Ziemi Wodzisławskiej. W istniejącym od 1971 roku muzeum miejskim na stałe są umieszczone ekspozycje przedstawiające historię Wodzisławia, a także Ziemi Wodzisławskiej. W muzeum są organizowane również wystawy czasowe, wernisaże i konferencje naukowe. Corocznie w czerwcu podczas Dni Wodzisławia Śląskiego ma miejsce Noc w Muzeum. Muzeum gromadzi pamiątki archeologiczne, etnograficzne i historyczne z terenów powiatu wodzisławskiego i ziemi wodzisławskiej.
Do stałych ekspozycji muzeum należą
- „Pradzieje ziemi rybnicko-wodzisławskiej”
- „Wczesnośredniowieczne grodzisko Gołęszyców w Lubomi”
- „Życie codzienne w średniowiecznym mieście na przykładzie „Wodzisławia”
- „Wodzisławska Czarownica"
- „W XIX w. w salonie mieszczańskim”
- „Z dziejów śląskiego rzemiosła”
- „XX wiek w Wodzisławiu”

## Galeria

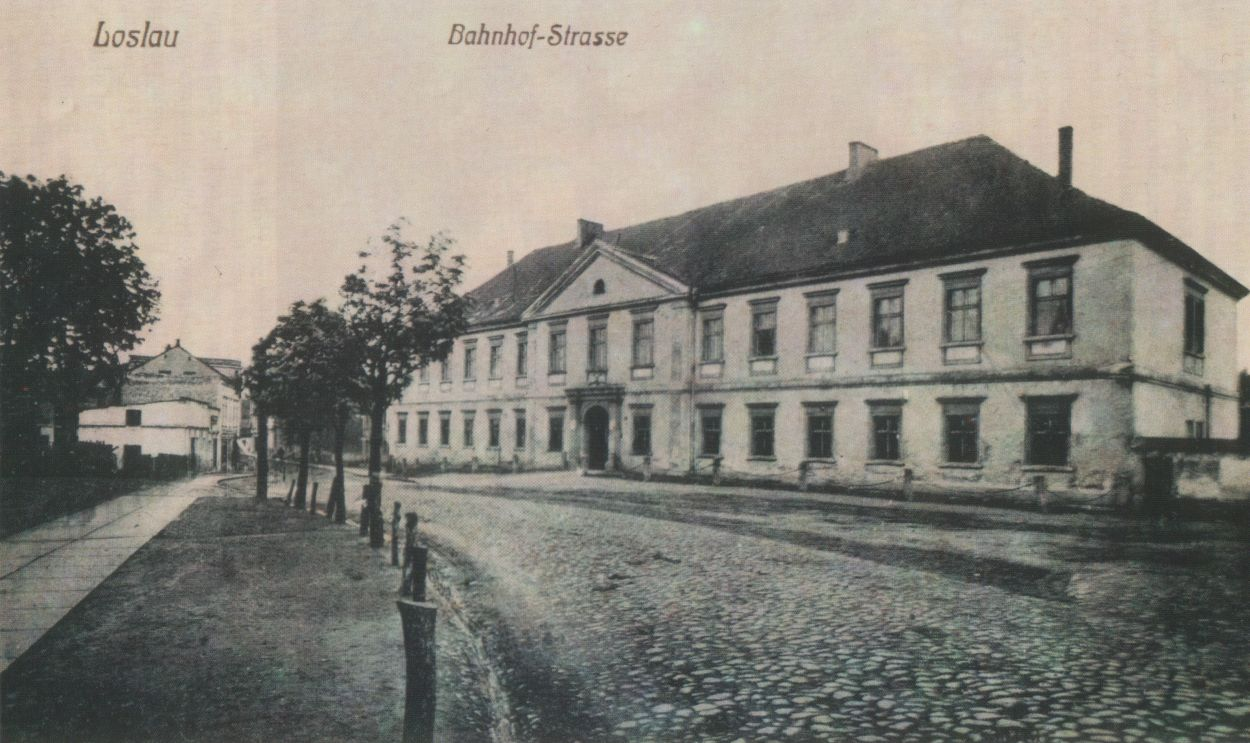
Pałac Dietrichsteinów (1909)
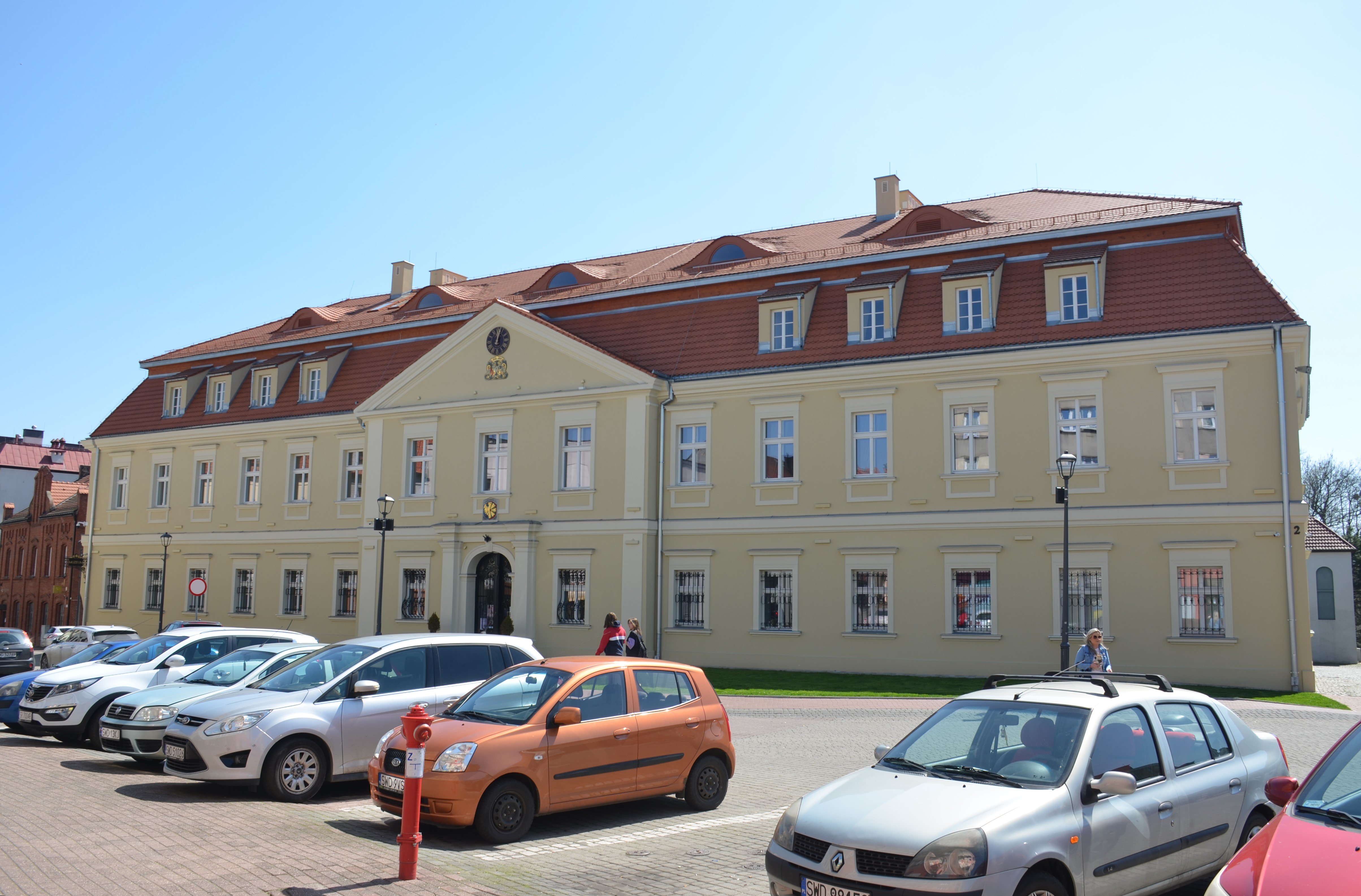
Pałac od strony ul. Wilhelma Kubsza
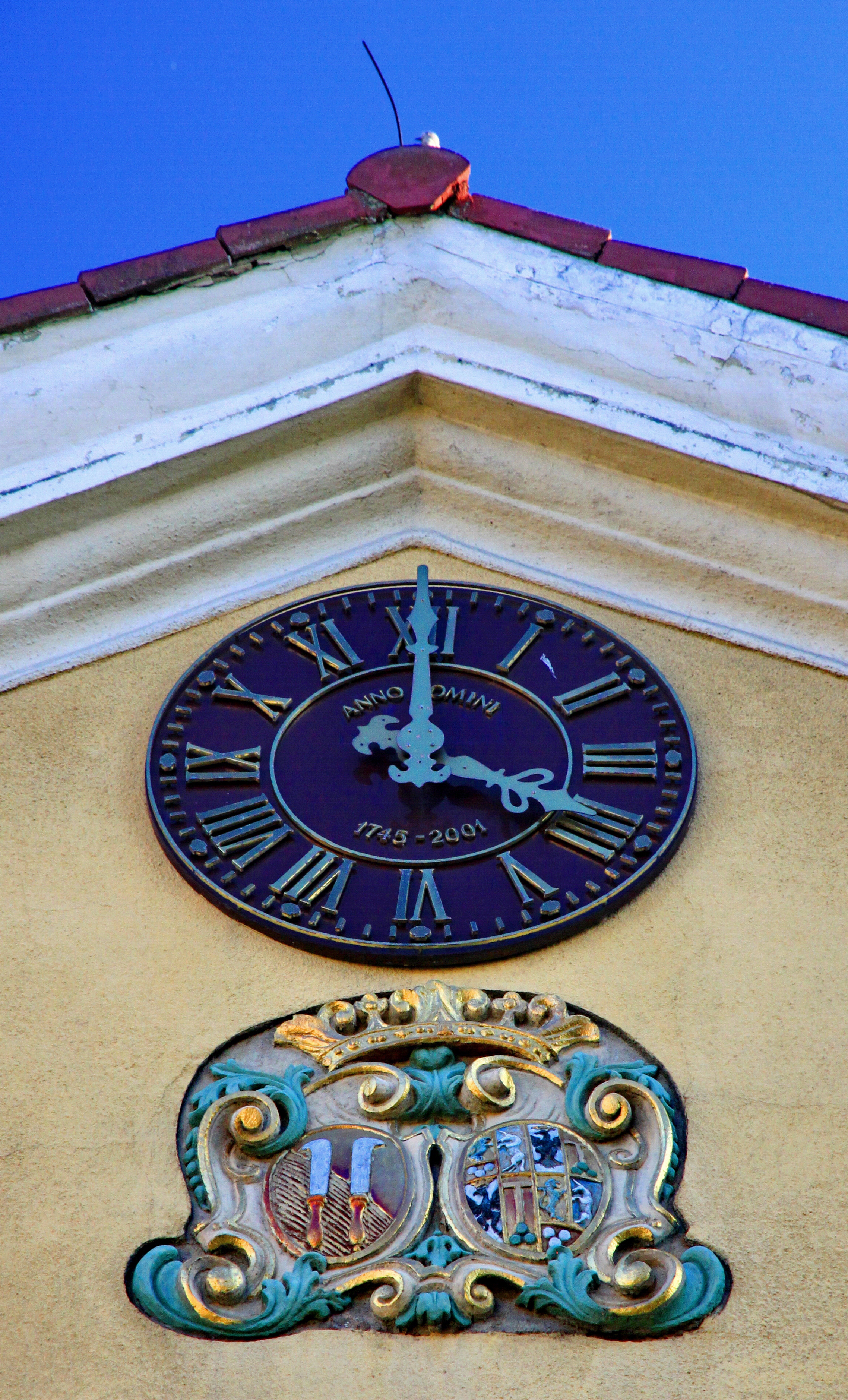
Herby: Dietrichstein (L) Henckel v. Donnersmarck (P)
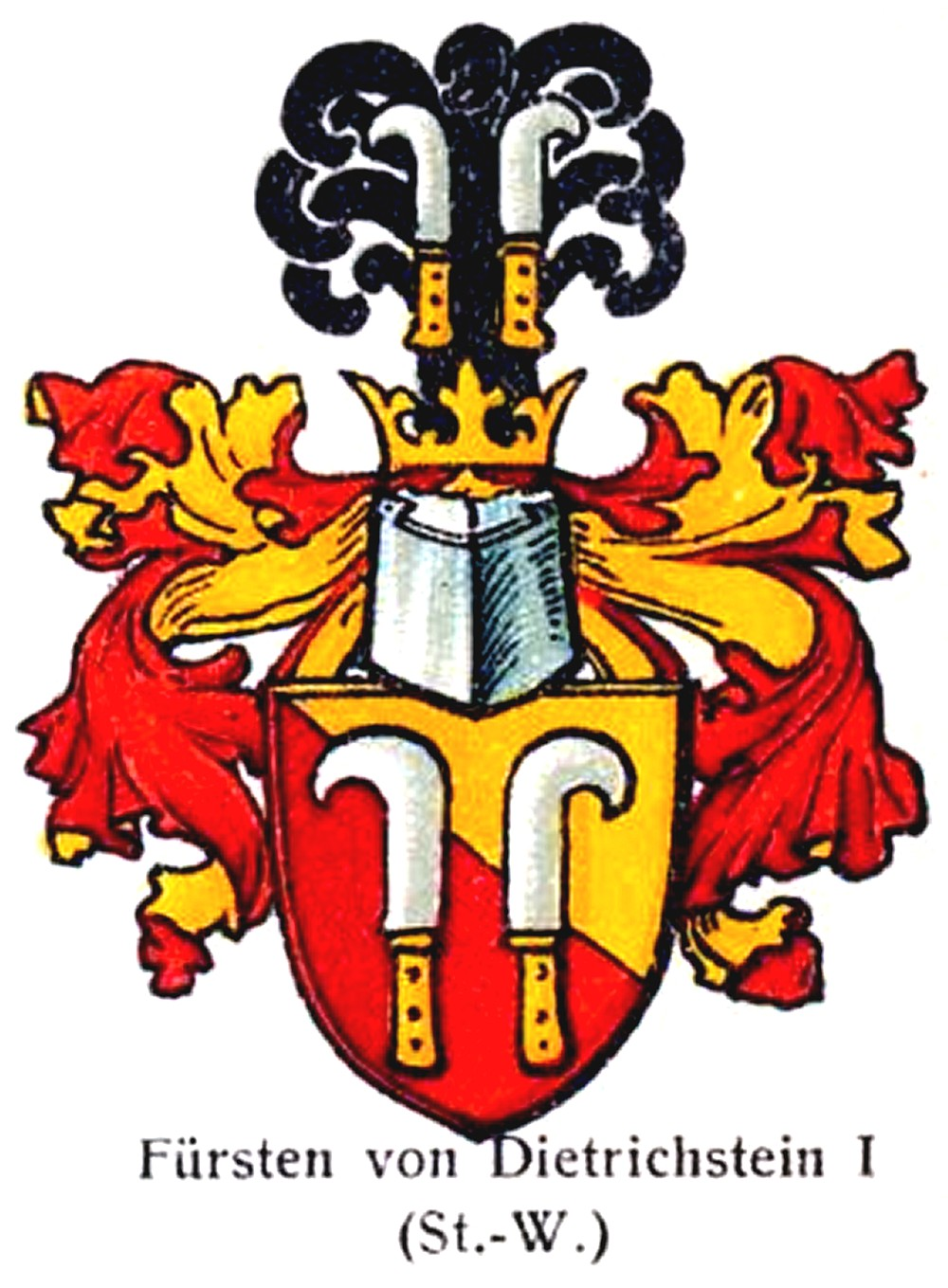
Herb Guidobalda von Dietrichstein
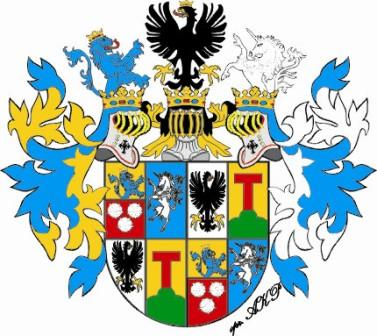
Herb Marii Henckel von Donnersmarck
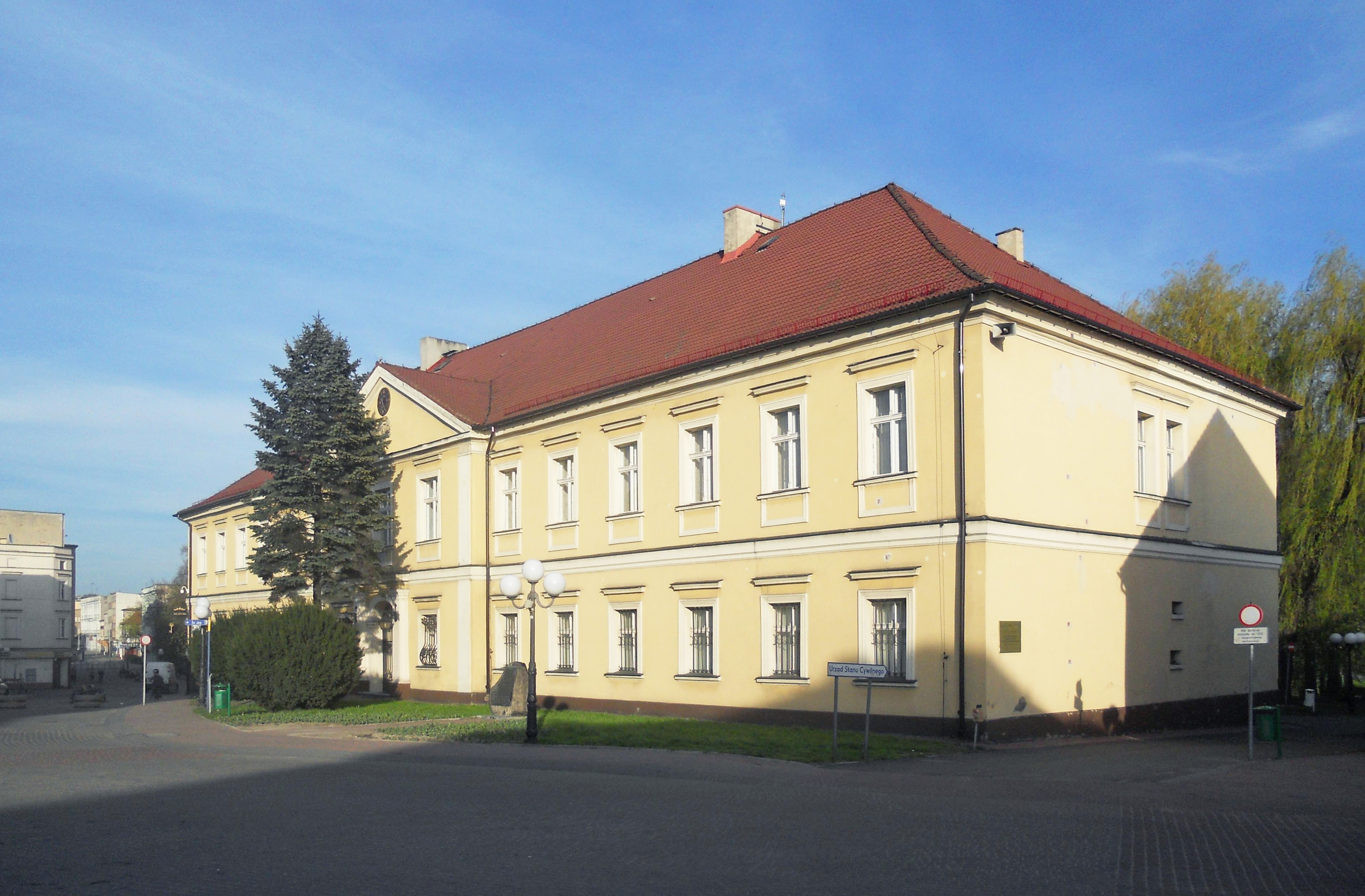
Pałac (2012)
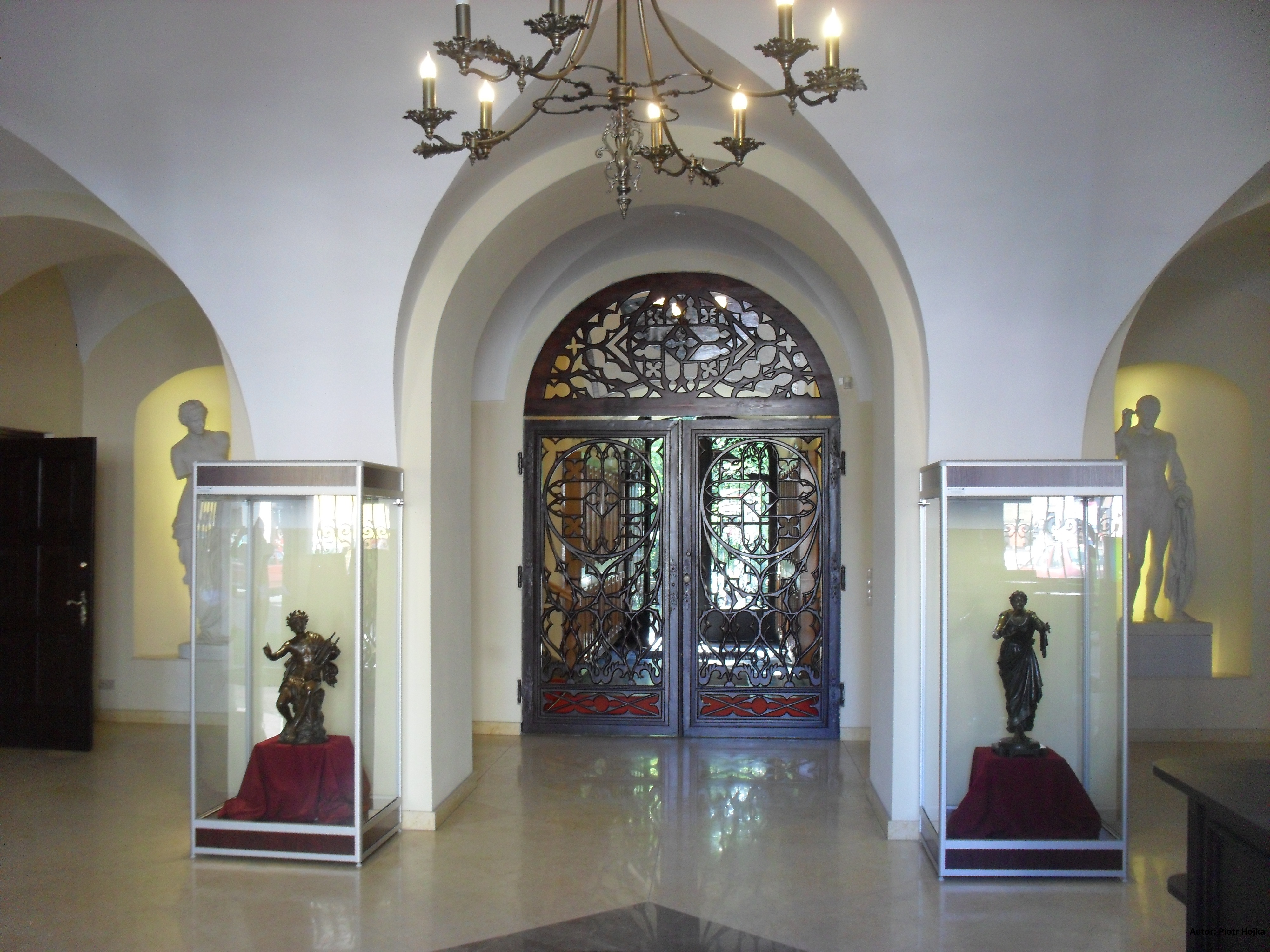
Hol główny pałacu od strony Muzeum
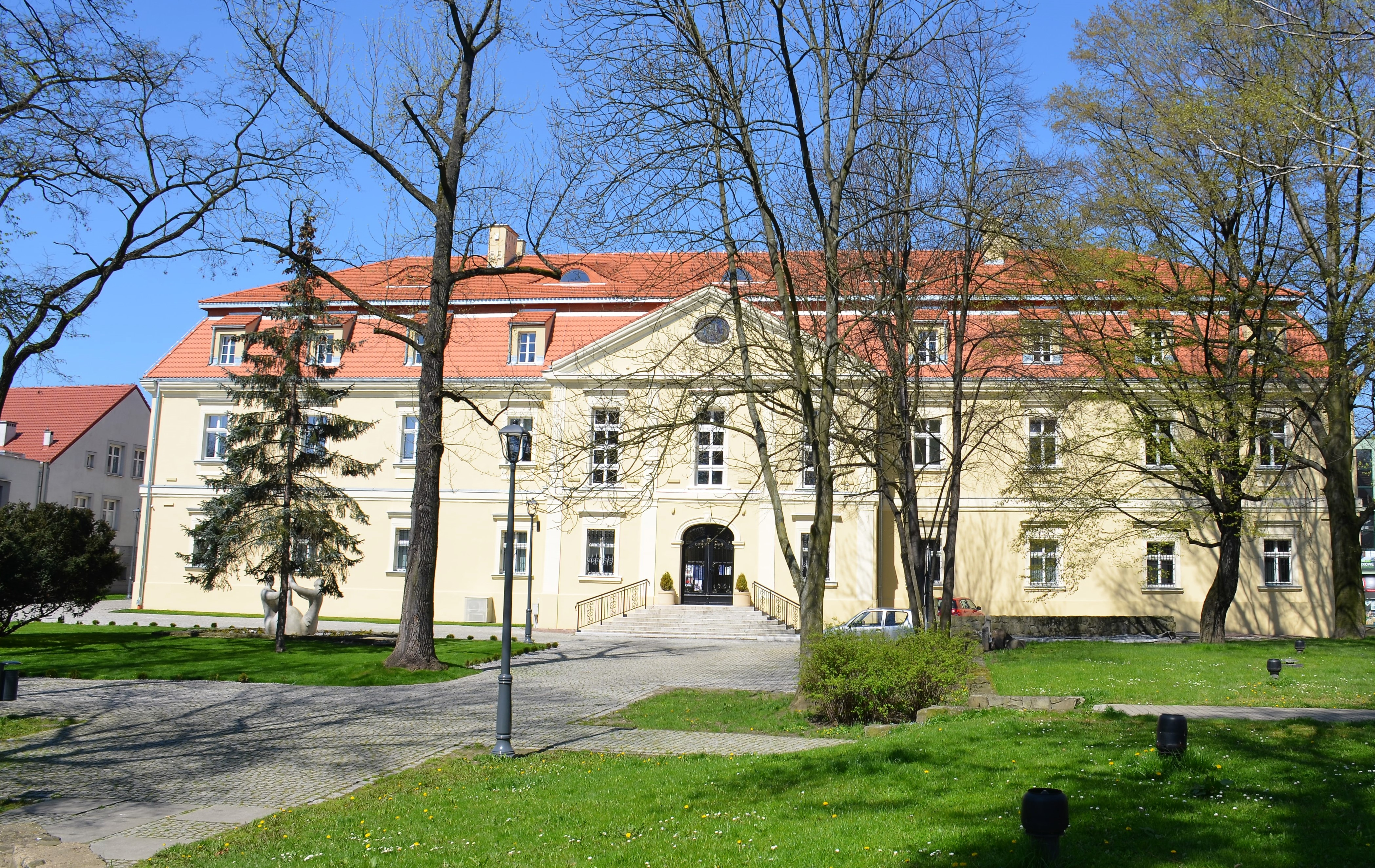
Park Zamkowy, w głębi budynek Pałacu